# Abbe (Mondkrater)
Abbe ist ein kleiner Mondkrater auf der Südhemisphäre der Mondrückseite. Er liegt südlich des Hess-Kraters und östlich des Poincaré.
Der äußere Kraterrand ist leicht erodiert und einige kleine Krater liegen auf dem nordwestlichen und südwestlichen Rand. Die innere Fläche ist relativ eben, besitzt aber einige kleinere Krater.
Die Entstehungszeit des Kraters fällt in die nektarische Periode.
| Buchstabe | Position            | Durchmesser | Link |
| --------- | ------------------- | ----------- | ---- |
| H         | 58,42° S, 177,54° O | 25 km       |      |
| K         | 59,82° S, 176,82° O | 26 km       |      |
| M         | 61,76° S, 175,2° O  | 29 km       |      |

Der Krater wurde 1970 von der IAU nach dem deutschen Optiker und Physiker Ernst Abbe benannt.